# Grapa
Grapa je manjša ozka dolina s strmimi pobočji.
Grapa je ozka dolina s potočno hudourniško strugo, po kateri (občasno) teče istoimenski potok/hudournik.
Grape s tem imenom v Sloveniji:
- Bašeljska grapa
- Baška grapa
- Bedrova grapa
- Belška grapa
- Bodoveljska grapa
- Bratuševa grapa
- Brebrovniška grapa
- Brusova grapa
- Bukovska grapa (Bukovška grapa)
- Butinarjeva grapa
- Črnovška grapa
- Danjarska grapa
- Dragobarska grapa
- Gorska grapa
- Grohova grapa
- Grapa z Mlak
- Hrastniška grapa
- Huda grapa
- Javorjeva grapa
- Jerebova grapa
- Jugova grapa
- Kamniška grapa
- Kocbekova grapa
- Kontarska grapa?
- Korenova grapa
- Kozarska grapa (Kazarska grapa)
- Kožuhova grapa
- Lajška grapa
- Lajtna grapa
- Lenuhova grapa
- Leva grapa
- Ločka grapa
- Marinčeva grapa (Majerjeva grapa)
- Martinjska grapa
- Mirna grapa
- Mkcova grapa
- Moškrinška grapa (ali Planica)
- Muštrova grapa
- Nidrarska grapa
- Orehovška grapa (tudi zaselek naselja Orehek, Cerkno)
- Padarjeva grapa
- Poliška grapa
- Potoška grapa
- Prodarjeva grapa
- Grapa Radoljne
- Rovtarjeva grapa
- Rudenska grapa
- Runža grapa
- Skokova grapa
- Sopotniška grapa
- Sredniška grapa
- Srna grapa
- Stanovenska grapa
- Studenška grapa
- Suha grapa
- Široka grapa
- Špikelnova grapa
- Štulčeva grapa
- Turkova grapa
- Utrška grapa
- Zakojška grapa
- Zapajlikova grapa
- Zaspana grapa
- Zlačka grapa (graba)
- Žabenska grapa
- Žventarska grapa